# Maria Francesca de Savoia

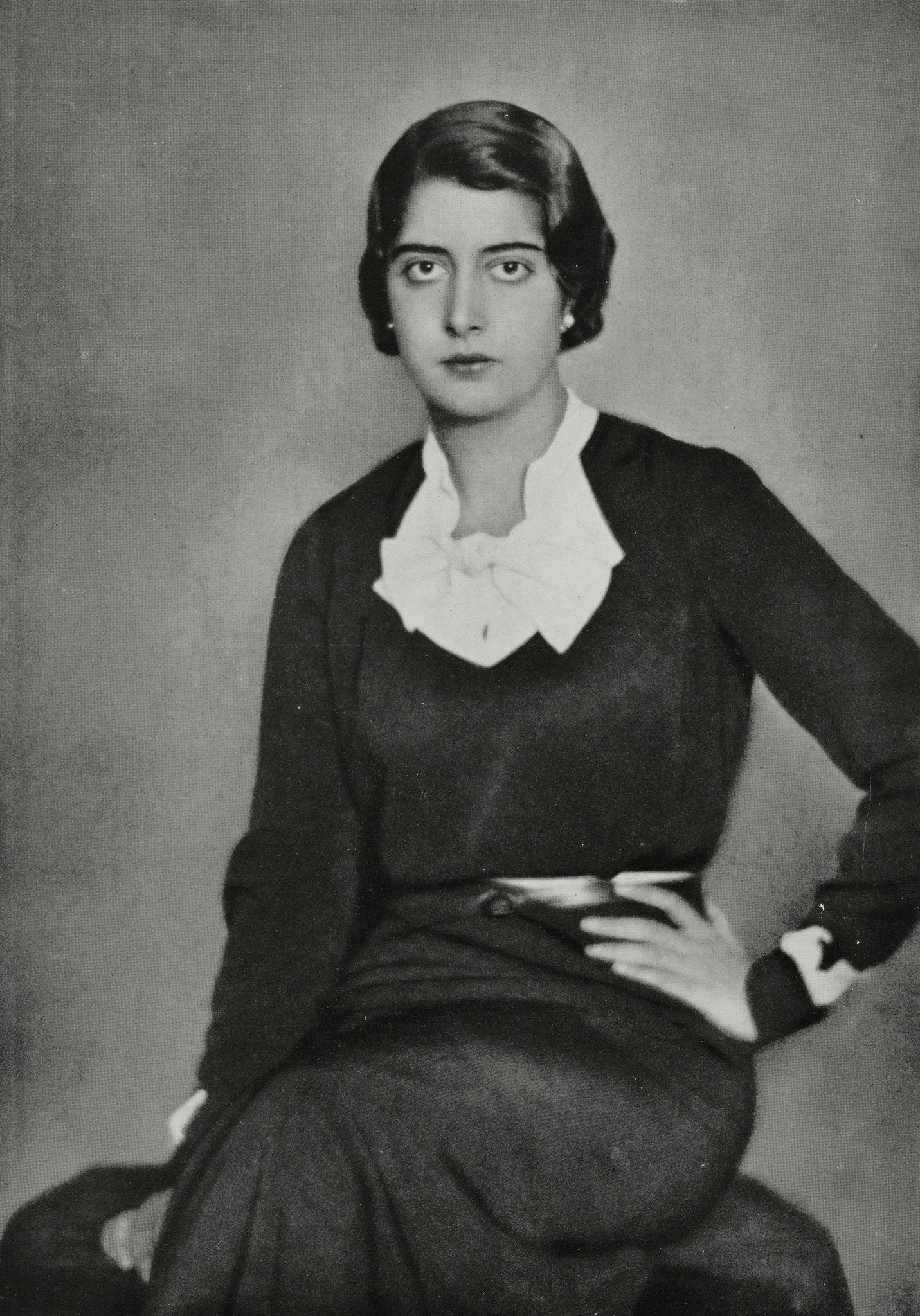
Maria Francesca de Savoia

Maria Francesca de Savoia (Maria Francesca Anna Romana; 26 decembrie 1914 – 7 decembrie 2001) a fost fiica cea mică a regelui Victor Emanuel al III-lea al Italiei și a Elena de Muntenegru. A fost sora regelui Umberto al II-lea al Italiei, ca și a prințeselor Iolanda Margherita, Mafalda și Giovanna.

## Căsătorie și copii
La 23 ianuarie 1939, Maria Francesca s-a căsătorit cu Prințul Luigi Carlo de Bourbon-Parma (1899-1967), fiul cel mic al Ducelui Robert de Parma și a infantei Maria Antonia a Portugaliei. Soțul ei era fratele împărătesei Zita a Austriei.
Cuplul a avut patru copii, toți născuți la Cannes, Franța:
1. Guy Sixte Louis Robert Victor de Bourbon, Prinț de Parma italiană Principe Guido di Parma; 7 august 1940 – 10 martie 1991), s-a căsătorit cu Brigitte Peu-Duvallon și a avut un fiu, Prințul Louis;
2. Rémy François de Bourbon, Prinț de Parma (n. 14 iulie 1942), s-a căsătorit cu Laurence Dufresne d'Arganchy și are doi copii: Prințul Tristan și Prințesa Aude;
3. Chantal Marie de Bourbon, Prințesă de Parma (n. 24 noiembrie 1946), s-a căsătorit cu Panagiotis Skinas și are doi copii (Helene Skinas și Alexandre Skinas, ambii născuți la Londra); s-a căsătorit a doua oară cu François-Henri Georges;
4. Jean Bernard Rémy de Bourbon, Prinț de Parma (n. 15 octombrie 1961), s-a căsătorit cu Virginia Roatta și are doi copii: Prinții Armoud și Christophe.